# Myzostoma cirriferum
Myzostoma cirriferum é uma espécie de anelídeo pertencente à família Myzostomidae.
A autoridade científica da espécie é Leuckart, tendo sido descrita no ano de 1836.
Trata-se de uma espécie presente no território português, incluindo a sua zona económica exclusiva.